# Haller Mauern
L'Haller Mauern è un gruppo montuoso austriaco delle Alpi dell'Ennstal nelle Alpi Settentrionali di Stiria.
Si trova in Alta Austria e Stiria. La montagna più alta del gruppo è il Großer Pyhrgas.

## Classificazione
La SOIUSA vede il gruppo montuoso come un supergruppo alpino con la seguente classificazione:
- Grande Parte = Alpi Orientali
- Grande Settore = Alpi Nord-orientali
- Sezione = Alpi Settentrionali di Stiria
- Sottosezione = Alpi dell'Ennstal
- Supergruppo = Haller Mauern
- Codice = II/B-26.I-A

## Suddivisione
Secondo la SOIUSA l'Haller Mauern è suddiviso in due gruppi e quattro sottogruppi:
- Gruppo del Pyhrgas (A.1)
  - Massiccio del Bosruck (A.1.a)
  - Costiera del Pyhrgas (A.1.b)
- Gruppo del Bärenkarmauer (A.2)
  - Costiera del Bärenkarmauer (A.2.a)
  - Costiera del Grabnerstein (A.2.b)